# Ли Цян
Ли Цян (кит. 李强; род. 23 июля 1959, Жуйань, Чжэцзян) — китайский государственный и политический деятель, Премьер Государственного совета Китайской Народной Республики с 11 марта 2023 года. Член Политбюро ЦК КПК с 2017 года, член Постоянного комитета Политбюро ЦК КПК с 2022 года.
В 2017—2022 годах глава Шанхайского горкома КПК, в 2016—2017 годах глава парткома КПК провинции Цзянсу, в 2012—2016 годах губернатор провинции Чжэцзян. Член КПК с 1983 года, кандидат в члены ЦК КПК 18-го созыва, член Политбюро ЦК КПК 19-го и 20-го созывов.

## Биография
Получил образование по специальности «Механизация» в Чжэцзянском институте сельского хозяйства в Нинбо, а также экономическое образование в Центральной партийной школе и Гонконгском политехническом университете. Трудовую деятельность начал в 1976 году рабочим на фабрике, затем перешёл на комсомольскую работу. В 24 года вступил в КПК.
В 2002 году назначен секретарём горкома КПК своего родного города Вэньчжоу.
Порядка трёх десятилетий проработал в родной провинции Чжэцзян, в частности в 2004—2007 годах работал под прямым руководством на тот момент главы её парткома Си Цзиньпина, чьим протеже теперь называется. В 2015 году сопровождал того во время визита в США. С 2011 года заместитель главы парткома родной провинции и при этом в 2012—2016 годах её губернатор.
В 2016—2017 годах глава парткома провинции Цзянсу.
С октября 2017 по 28 октября 2022 года — глава Шанхайского горкома партии.
До 20-го съезда считалось вполне возможным его попадание в Постком Политбюро ЦК КПК в 2022 году, как представителя «шестого поколения» руководителей КНР; его даже называли одним из главных кандидатов Си Цзиньпина для продвижения в Постоянный комитет Политбюро. Высказывалось мнение, что он может занять пост премьер-министра. По другой версии, он мог стать преемником Чжао Лэцзи во главе ЦКПД. В то же время считалось, что политические перспективы Ли Цяна омрачила вспышка COVID-19 в Шанхае ранее в 2022 году.
После 20-го съезда КПК в октябре 2022 года Ли Цян был избран членом Посткома Политбюро 20-го созыва.

#### Премьер Госсовета
11 марта 2023 года на 4-м пленарном заседании 1-й сессии Всекитайского собрания народных представителей 14-го созыва утверждён в должности Премьера Госсовета КНР. В тот же день Председатель Си подписал соответствующий указ о назначении Ли Цяна на должность главы правительства.
На пресс-конференции по итогам первой сессии ВСНП 14-го созыва Ли Цян объявил «нулевую терпимость к коррупции» в Китае.